# Liam Rosenior
Liam James Rosenior (Wandsworth, Inglaterra, 15 de diciembre de 1984) es un exfutbolista y entrenador inglés. Jugaba de defensa y su último equipo fue el Brighton & Hove Albion F. C. de Inglaterra. Desde julio de 2024 dirige al Racing Estrasburgo de la Ligue 1.

## Trayectoria

### Como jugador
Nacido en Londres, comenzó su carrera en el Bristol City como centrocampista. Marcó el segundo gol en la victoria por 2-0 del Bristol City contra el Carlisle United en la final de la English Football League Trophy en el Millennium Stadium. En la primera ronda de la carrera de copa de la ciudad de Bristol, derrotaron al Queens Park Rangers en los penaltis, y Rosenior anotó el penal ganador en la tanda de penaltis. En noviembre de 2003 fichó por el Fulham. Hizo su debut con el club el 13 de diciembre en un empate 1-1 en casa ante el Manchester United, ganando el Premio Sky Sports al Hombre del Partido. Marcó un gol con el Fulham, en una eliminatoria de la Copa de la Liga contra el Lincoln City el 21 de septiembre de 2005.

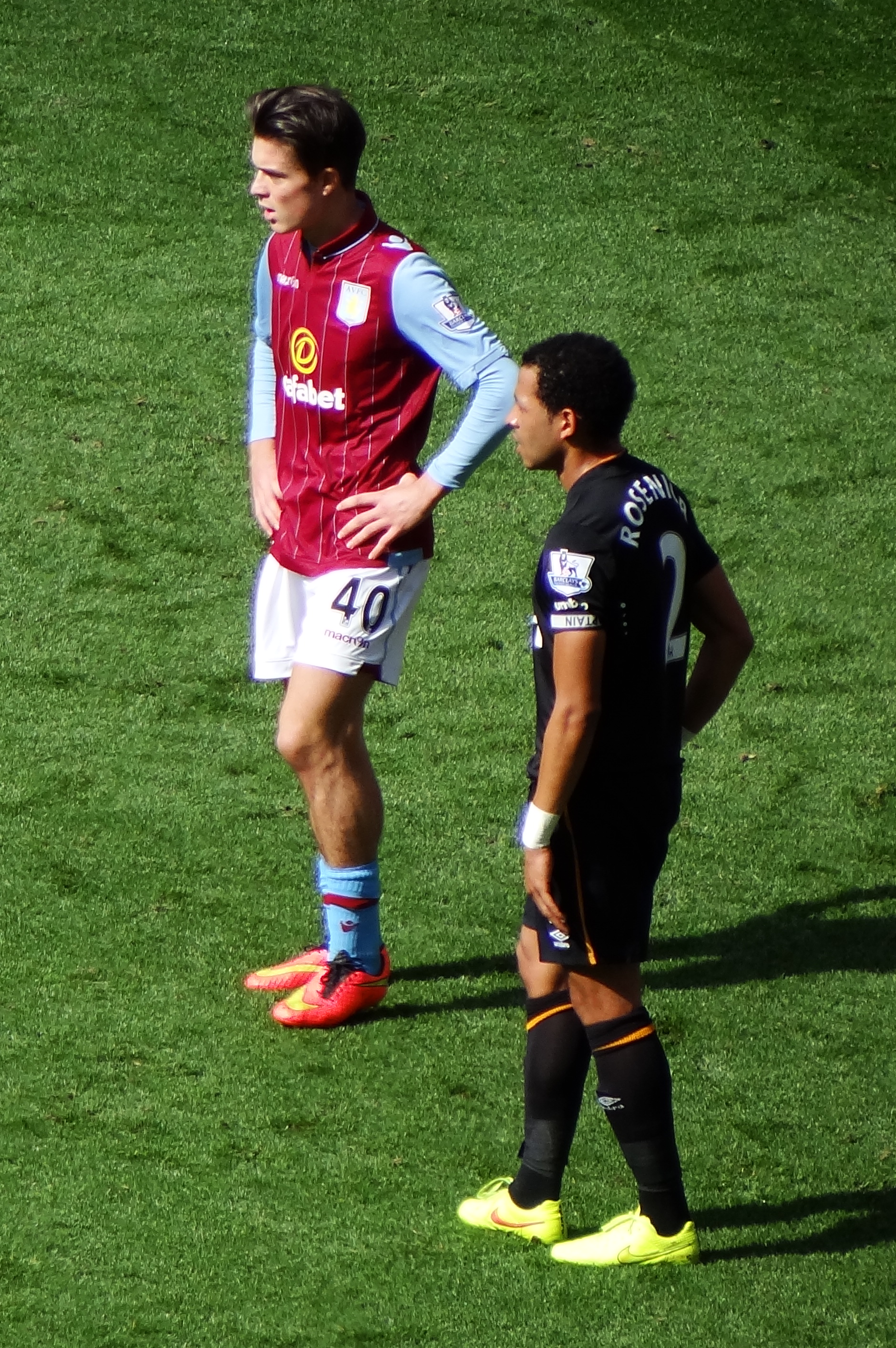
Rosenior (derecha) jugando para el Hull City junto a Jack Grealish del Aston Villa en 2014

Firmó una extensión de cuatro años a su contrato con Fulham en julio de 2006, pero dejó Fulham por el Reading el 31 de agosto de 2007 por una tarifa no revelada en un contrato de tres años.
El 2 de septiembre de 2009 se unió al Ipswich Town cedido por el resto de la temporada 2009-10. Marcó su primer gol con el club ante el Barnsley el 3 de octubre de 2009.

#### Hull City
El 29 de octubre de 2010 se unió al Hull City en un acuerdo a corto plazo hasta el 1 de enero de 2011. Hizo su debut al día siguiente en el partido fuera de casa frente al Barnsley. Firmó un contrato de 2 1⁄2 años con Hull el 21 de diciembre de 2010. Tras extender su vínculo, aseguró lo siguiente: "Estoy encantado, es algo que acordamos a medias cuando vine aquí por primera vez, pero dependía de la la adquisición se completó para que yo me quede".
El 18 de agosto de 2013 fue un suplente no utilizado cuando Hull perdió 2-0 contra el Chelsea en Stamford Bridge en el primer fin de semana de la temporada. El 22 de marzo de 2014 anotó su único gol con el Hull City al cabecear el rebote de un penalti de Nikica Jelavić que detuvo el portero del West Bromwich Albion Ben Foster. El 17 de mayo de 2014, fue titular en la final de la FA Cup 2013-14 contra el Arsenal.
El 28 de mayo de 2015, Hull City liberó a Rosenior y a otros cinco jugadores que no tenían contrato al final de la temporada 2014-15.

#### Brighton & Hove Albion
El 23 de junio de 2015 fichó por el Brighton & Hove Albion en un contrato de tres años tras su liberación del Hull City. Se retiró como futbolista el 30 de julio de 2018.

### Como entrenador

#### Brighton & Hove Albion
Después de su retiro del juego permaneció en Brighton, asumiendo el puesto de entrenador asistente del equipo sub-23 de Brighton, que combinó con su aparición como experto en Sky Sports.

#### Derby County
El 10 de julio de 2019, fue nombrado entrenador especialista del primer equipo de Phillip Cocu en el Derby County. Fue nombrado segundo entrenador del club el 15 de enero de 2021 tras el nombramiento de Wayne Rooney como técnico.
Tras la renuncia de Rooney el 24 de junio de 2022, asumió el cargo de entrenador interino. Fue relevado de sus funciones el 21 de septiembre de 2022 mientras aún trabajaba para el club, ya que el club buscaba un entrenador permanente. Tras el nombramiento de Paul Warne, Rosenior dejó el club.

#### Hull City
El 3 de noviembre de 2022, fue nombrado entrenador del Hull City con un contrato de dos años y medio, y regresó al club donde jugó 161 partidos entre 2010 y 2015.El 7 de mayo de 2024, fue despedido de su cargo después de que el equipo no clasificara a los play-offs.

#### Racing Estrasburgo
El 25 de julio de 2024, asumió al frente del Racing Estrasburgo y firmó un contrato por tres temporadas.

## Selección nacional
Rosenior nació en Inglaterra, y es descendiente de Sierra Leona a través de su padre, Leroy Rosenior, quien fue un futbolista internacional para Sierra Leona. Fue convocado a la sub-21 de Inglaterra en marzo de 2005 e hizo su debut en un empate 2-2 con la sub-21 de Alemania el 25 de marzo de 2005, seguido de cerca por un segundo partido internacional en la victoria por 2-0 sobre la sub-21 de Azerbaiyán el 29 de marzo de 2005. Sus actuaciones le valieron una llamada a la selección sub-20 de Inglaterra para el Torneo de Toulon en junio de 2005, donde jugó tres veces y marcó un gol.
Sin embargo, pasaría más de un año y medio antes de que aumentara sus partidos con la sub-21 de Inglaterra, y el próximo sería contra la sub-21 de Países Bajos el 14 de noviembre de 2006. Rosenior entró en el equipo para la Eurocopa Sub-21 de 2007, pero solo hizo una aparición, como suplente en la semifinal contra los neerlandeses. Participó en la tanda de penaltis de este juego, anotando su penalti cuando Inglaterra perdió 13-12. Debido a su edad, esta sería su séptima y última aparición con la sub-21 inglesa.

## Clubes

### Como jugador
| Club                         | País       | Año       |
| ---------------------------- | ---------- | --------- |
| Bristol City F. C.           | Inglaterra | 2002-2003 |
| Torquay United F. C.         | Inglaterra | 2004      |
| Fulham F. C.                 | Inglaterra | 2004-2007 |
| Reading F. C.                | Inglaterra | 2007-2009 |
| Ipswich Town F. C.           | Inglaterra | 2009-2010 |
| Hull City A. F. C.           | Inglaterra | 2010-2015 |
| Brighton & Hove Albion F. C. | Inglaterra | 2015-2018 |

### Como entrenador
| Equipo                        | Div.                | Temporada           | Liga  | Liga | Liga | Liga | Liga |       | Copa | Copa | Copa | Copa  |   | Internacional | Internacional | Internacional | Internacional | Internacional |   | Otros | Otros | Otros | Otros |    | Totales     | Totales | Totales | Totales | Totales | Totales | Totales | Totales |
| Equipo                        | Div.                | Temporada           | Part. | G    | E    | P    | Pos. | Part. | G    | E    | P    | Part. | G | E             | P             | Pos.          | Part.         | G             | E | P     | Part. | G     | E     | P  | Rendimiento | GF      | GC      | Dif.    |         |         |         |         |
| ----------------------------- | ------------------- | ------------------- | ----- | ---- | ---- | ---- | ---- | ----- | ---- | ---- | ---- | ----- | - | ------------- | ------------- | ------------- | ------------- | ------------- | - | ----- | ----- | ----- | ----- | -- | ----------- | ------- | ------- | ------- | ------- | ------- | ------- | ------- |
| Derby County F. C. Inglaterra | 3.ª                 | 2022-23             | 9     | 4    | 2    | 3    | Int. | 2     | 2    | 0    | 0    | -     | - | -             | -             | -             | 1             | 1             | 0 | 0     | 12    | 7     | 2     | 3  | 63.89%      | 15      | 11      | +4      |         |         |         |         |
| Derby County F. C. Inglaterra | Total               | Total               | 9     | 4    | 2    | 3    | -    | 2     | 2    | 0    | 0    | -     | - | -             | -             | -             | 1             | 1             | 0 | 0     | 12    | 7     | 2     | 3  | 63.89%      | 15      | 11      | +4      |         |         |         |         |
| Hull City A. F. C. Inglaterra | 2.ª                 | 2022-23             | 28    | 8    | 14   | 6    | 15.º | 1     | 0    | 0    | 1    | -     | - | -             | -             | -             | -             | -             | - | -     | 29    | 8     | 14    | 7  | 43.68%      | 30      | 28      | +2      |         |         |         |         |
| Hull City A. F. C. Inglaterra | 2.ª                 | 2023-24             | 46    | 19   | 13   | 14   | 7.º  | 3     | 0    | 1    | 2    | -     | - | -             | -             | -             | -             | -             | - | -     | 49    | 19    | 14    | 16 | 48.3%       | 71      | 65      | +6      |         |         |         |         |
| Hull City A. F. C. Inglaterra | Total               | Total               | 74    | 27   | 27   | 20   | -    | 4     | 0    | 1    | 3    | -     | - | -             | -             | -             | -             | -             | - | -     | 78    | 27    | 28    | 23 | 46.59%      | 101     | 93      | +8      |         |         |         |         |
| Racing Estrasburgo Francia    | 1.ª                 | 2024-25             | 34    | 17   | 9    | 8    | 7.º  | 3     | 1    | 1    | 1    | -     | - | -             | -             | -             | -             | -             | - | -     | 37    | 18    | 10    | 9  | 57.66%      | 63      | 48      | +15     |         |         |         |         |
| Racing Estrasburgo Francia    | 1.ª                 | 2025-26             | 1     | 1    | 0    | 0    | -    | 0     | 0    | 0    | 0    | 0     | 0 | 0             | 0             | -             | -             | -             | - | -     | 1     | 1     | 0     | 0  | 100%        | 1       | 0       | +1      |         |         |         |         |
| Racing Estrasburgo Francia    | Total               | Total               | 35    | 18   | 9    | 8    | -    | 3     | 1    | 1    | 1    | 0     | 0 | 0             | 0             | -             | -             | -             | - | -     | 38    | 19    | 10    | 9  | 58.77%      | 64      | 48      | +16     |         |         |         |         |
| Total en su carrera           | Total en su carrera | Total en su carrera | 118   | 49   | 38   | 31   | -    | 9     | 3    | 2    | 4    | 0     | 0 | 0             | 0             | -             | 1             | 1             | 0 | 0     | 128   | 53    | 40    | 35 | 51.83%      | 180     | 152     | +28     |         |         |         |         |
| 1. 2. 3.                      |                     |                     |       |      |      |      |      |       |      |      |      |       |   |               |               |               |               |               |   |       |       |       |       |    |             |         |         |         |         |         |         |         |

#### Resumen por competiciones
| Competición                 | Partidos | Ganados | Empatados | Perdidos | %      | Resultado        |
| --------------------------- | -------- | ------- | --------- | -------- | ------ | ---------------- |
| EFL League One              | 9        | 4       | 2         | 3        | 51.85% | 9.º lugar        |
| EFL Championship            | 74       | 27      | 27        | 20       | 48.65% | 7.º lugar        |
| FA Cup                      | 3        | 0       | 1         | 2        | 11.11% | Tercera ronda    |
| EFL Cup                     | 3        | 2       | 0         | 1        | 66.67% | Segunda ronda    |
| EFL Trophy                  | 1        | 1       | 0         | 0        | 100%   | Fase de grupos   |
| Ligue 1                     | 35       | 18      | 9         | 8        | 60%    | 7.º lugar        |
| Copa de Francia             | 3        | 1       | 1         | 1        | 44.44% | Octavos de final |
| Liga Conferencia de la UEFA | 0        | 0       | 0         | 0        | 0%     | En disputa       |
| Total                       | 128      | 53      | 40        | 35       | 51.83% | Sin títulos      |